# VM i curling 1984 (kvinder)
Verdensmesterskabet i curling for kvinder 1984 var det sjette VM i curling for kvinder. Mesterskabet blev arrangeret af World Curling Federation og afviklet i Perth Ice Arena i Perth, Skotland i perioden 25. - 30. marts 1985. Skotland var vært for mesterskabet for fjerde gang, og det var også fjerde gang at Perth var VM-værtsby.
Mesterskabet blev vundet af Canadaa hold bestående af skipper Connie Laliberte, Christine Moore, Corinne Peters og Janet Arnott, som i finalen besejrede Schweiz' hold anført af skipper Brigitte Kienast med 10-0, og dermed vandt Canada verdensmesterskabet for anden gang. Første gang canadierne vandt VM var ved mesterskabet i 1980. Schweiz havde tidligere vundet to VM-guld, men det var første gang, at de kunne rejse hjem med sølvmedaljer.
Danmark blev repræsenteret af et hold fra Hvidovre Curling Club under ledelse af Jane Bidstrup, som endte på femtepladsen efter at have opnået fem sejre og fem nederlag.

## Hold
Mesterskabet havde deltagelse af 10 hold: Otte fra Europa og to fra Nordamerika:
| Europa   |              | Nordamerika |
| Danmark  | Schweiz      | Canada      |
| Frankrig | Skotland     | USA         |
| Italien  | Sverige      |             |
| Norge    | Vesttyskland |             |

## Resultater
De ti deltagende hold spillede først et grundspil alle-mod-alle, hvilket gav ni kampe til hvert hold. De fire bedste hold efter grundspillet gik videre til slutspillet om medaljer.

### Grundspil
De ti hold spillede en enkeltturnering alle-mod-alle, hvilket gav ni kampe til hvert hold. De fire bedste hold i grundspillet gik videre til slutspillet.
Grundspillet blev vundet af Canada med 8 sejre foran Vesttyskland med 6 sejre, så de to hold gik direkte videre til slutspillet. Derefter blev tredjepladsen delt af seks hold med hver fem sejre. De seks hold spillede derfor tiebreak-kampe om de sidste to semifinalepladser, og resultaterne af de kampe medførte, at de to sidste ledige pladser i semifinalerne blev besat af Norge og Schweiz.
| Runde | Kampe               | Kampe   | Kampe                | Kampe | Kampe                 | Kampe | Kampe                | Kampe | Kampe                 | Kampe   |
| ----- | ------------------- | ------- | -------------------- | ----- | --------------------- | ----- | -------------------- | ----- | --------------------- | ------- |
| 1     | Skotland - Frankrig | 011-511 | USA - Sverige        | 4-8   | Norge - Italien       | 9-2   | Schweiz - Canada     | 3-5   | Vesttyskl. - Danmark  | 8-2     |
| 2     | Vesttyskl. - USA    | 6-5     | Italien - Danmark    | 4-9   | Skotland - Schweiz    | 7-5   | Norge - Frankrig     | 3-5   | Sverige - Canada      | 116-110 |
| 3     | Canada - Danmark    | 8-2     | Frankrig - Schweiz   | 6-4   | Sverige - Vesttyskl.  | 7-6   | Italien - Skotland   | 01-71 | Norge - USA           | 6-5     |
| 4     | Frankrig - Sverige  | 6-7     | Norge - Skotland     | 7-6   | USA - Danmark         | 4-9   | Canada - Vesttyskl.  | 3-4   | Schweiz - Italien     | 6-5     |
| 5     | Norge - Vesttyskl.  | 7-8     | Sverige - Italien    | 8-3   | Frankrig - Canada     | 4-7   | USA - Schweiz        | 3-6   | Danmark - Skotland    | 4-7     |
| 6     | Danmark - Schweiz   | 17-10   | Skotland - Canada    | 4-7   | Italien - USA         | 3-7   | Sverige - Norge      | 4-7   | Frankrig - Vesttyskl. | 7-3     |
| 7     | USA - Skotland      | 2-8     | Danmark - Frankrig   | 8-3   | Schweiz - Sverige     | 8-3   | Vesttyskl. - Italien | 7-2   | Canada - Norge        | 6-5     |
| 8     | Italien - Canada    | 112-110 | Schweiz - Vesttyskl. | 6-4   | Danmark - Norge       | 8-5   | Frankrig - USA       | 8-2   | Skotland - Sverige    | 15-12   |
| 9     | Schewiz - Norge     | 114-110 | Canada - USA         | 7-6   | Vesttyskl. - Skotland | 6-5   | Danmark - Sverige    | 8-7   | Italien - Frankrig    | 113-110 |
| TB1   | Frankrig - Norge    | 5-6     | Schweiz - Sverige    | 6-4   |                       |       |                      |       |                       |         |
| TB2   | Danmark - Norge     | 4-9     | Schweiz - Skotland   | 6-4   |                       |       |                      |       |                       |         |

| Plac. | Hold         | Kampe | Vundne | Tabte | Indbyrdes | Tiebreak               |
| ----- | ------------ | ----- | ------ | ----- | --------- | ---------------------- |
| 1.    | Canada       | 9     | 8      | 1     |           |                        |
| 2.    | Vesttyskland | 9     | 6      | 3     |           |                        |
| 3.    | Schweiz      | 9     | 5      | 4     |           | Vandt i 1. og 2. runde |
|       | Norge        | 9     | 5      | 4     |           | Vandt i 1. og 2. runde |
| 5.    | Danmark      | 9     | 5      | 4     |           | Tabte i 2. runde       |
|       | Skotland     | 9     | 5      | 4     |           | Tabte i 2. runde       |
| 7.    | Frankrig     | 9     | 5      | 4     |           | Tabte i 1. runde       |
|       | Sverige      | 9     | 5      | 4     |           | Tabte i 1. runde       |
| 9.    | USA          | 9     | 1      | 8     |           |                        |
| 10.   | Italien      | 9     | 0      | 9     |           |                        |

### Slutspil
De fire bedste hold fra grundspillet spillede i slutspillet om medaljer.
| Runde       | Kampe                  | Kampe |
| ----------- | ---------------------- | ----- |
| Semifinaler | Schweiz - Vesttyskland | 8-7   |
| Semifinaler | Canada - Norge         | 8-6   |
| Finale      | Canada - Schweiz       | 10-0  |

### Samlet rangering
| Plac. | Hold         | 4                       | 3                 | 2                              | 1                    |
| ----- | ------------ | ----------------------- | ----------------- | ------------------------------ | -------------------- |
| Guld  | Canada       | Connie Laliberte        | Christine Moore   | Corinne Peters                 | Janet Arnott         |
| Sølv  | Schweiz      | Brigitte Kienast        | Irene Bürgi       | Erika Frewein                  | Evi Rüegsegger       |
| 3.    | Vesttyskland | Almut Hege-Schöll       | Josefine Einsle   | Suzanne Fink                   | Petra Tschetsch      |
| 4.    | Norge        | Ellen Githmark          | Ingvill Githmark  | Heidi Trondsen                 | Anka Sunde Andreasen |
| 5.    | Danmark      | Jane Bidstrup           | Iben Larsen       | Maj-Brit Rejnholdt-Christensen | Kirsten Hur          |
|       | Skotland     | Sadie Anderson          | Annie Kennedy     | Martha McFadzean               | Jessie Brown         |
| 7.    | Frankrig     | Huguette Jullien        | Agnes Mercier     | Andrée Dupont-Roc              | Paulette Sulpice     |
|       | Sverige      | Ingrid Meldahl          | Ann-Catrin Kjerr  | Astrid Blomberg                | Sylvia Liljefors     |
| 9.    | USA          | Amy Wright              | Terry Ann Leksell | Karen Lee Leksell              | Kelly Joy Sieger     |
| 10.   | Italien      | Maria-Grazzia Lacedelli | Tea Valt          | Nella Alvera                   | Angela Constantini   |